# 1-Hexacosanol
1-Hexacosanol é um álcool graxo.